# KJ-52
Jonah Kirsten Sorrentino (Tampa, 26 de junio de 1975), más conocido por su nombre artístico KJ-52, es un rapero cristiano de Tampa, Florida. La "KJ" de su nombre se refiere a su antiguo alias de rap, "King J. Mac", un nombre que luego describió en uno de sus pódcast como "horriblemente cursi". "52", que se pronuncia "five two", no "fifty-two", es decir "cinco dos", no "cincuenta y dos", es una referencia a la historia bíblica de Jesús alimentando a la multitud con cinco panes y dos peces, que también se canta en su canción "Push Up" de "The Yearbook" y en el "KJ Five Two". Fue galardonado con la Canción Grabada del Año de Rap / Hip Hop por "Never Look Away" y Álbum del Año de Rap / Hip Hop en los Premios GMA Dove de 2007.
Su canción "Dear Slim" se basa en la canción de Eminem "Stan" y es una especie de mensaje personal de KJ-52 a Eminem.

## Trabajos
En 2002, Sorrentino lanzó su segundo álbum, Collaborations . El título del álbum se refería a las numerosas contribuciones hechas por artistas invitados, entre ellos, Pillar, John Reuben y Thousand Foot Krutch , y representó su primera nominación para un Premio Dove, por "Álbum de Rap / Hip Hop / Dance del año" en 2003.
KJ-52 ha ganado cuatro premios Dove, tres en la categoría "Álbum de Rap/Hip Hop del Año". Obtuvo el premio en 2004 por It’s Pronounced Five Two, en 2006 por Behind the Musik (A Boy Named Jonah) y 2007 por Remixed. Recibió un honor adicional en 2007, por "Never Look Away" de Behind the Musik, en la categoría "Canción grabada Rap / Hip Hop". KJ nunca probó para American Idol, pero sugirió tal en su canción "Fivetweezy". 
En octubre de 2008, lanzó su álbum, The Yearbook: The Missing Pages, un relanzamiento de su álbum, The Yearbook. Viene con la lista de canciones original y una cubierta deslizante que tiene un código para descargar las 13 canciones. 
Otro año productivo para KJ-52 es 2009, donde fue galardonado con la "Canción de Rap / Hip Hop del Año" por "Do Yo Thang"; The Yearbook; KJ-52; Jonah Sorrentino; BEC Recordings/Uprok.
En 2009, lanzó "Five-Two Television", álbum que cubre una variedad de temas y estilos de rap. El sencillo "Fuego" en colaboración con Funky fue abordado por Univision y MTV. Es su primer álbum en el que se utiliza el Auto-Tune, un paso controvertido entre sus fanes. El disco nos trae la historia (ficticia) de Chris Carlino, un hombre que ha arruinado su vida, a través de una serie de interludios. Como es habitual en KJ-52, el álbum incluye dos canciones con un mensaje cristiano fuerte y canciones que están destinados sólo para entretener.
KJ-52 también rapeó en la versión de Newsboys de "Jesus Freak ".
KJ-52 también participó en el remix de la canción "Un Mundo" de tobyMac en Hip-Hope Hits 2009, que además incluye la remezcla de "What You Want", tema de KJ-52.
En 2017, KJ-52 lanzó su primer álbum independiente "Jonah". El proyecto recibió más del 200% de fondos a través de Pledge Music. Tras el lanzamiento del álbum, KJ-52 comenzó a trabajar en un documental independiente sobre su vida con el cineasta Denver Bailey. La película aumentó el 125% de la meta a través de Kickstarter. La película fue lanzada junto con el segundo álbum independiente de KJ-52 titulado "Jonah Pt. 2" el 15 de febrero de 2018.
En 2019, KJ-52 lanzó What Happened Was, un álbum conjunto con el productor de hip hop cristiano y Rapzilla Freshman de 2019, PoetiCS. El álbum presenta a Xay Hill, Jodie Jermaine, Mitch Darrell, V. Rose, Dre Murray y Dru Bex. El proyecto se unió al primer libro de KJ, también titulado What Happened Was . Tanto el álbum como el libro fueron financiados en más del 170% a través de Kickstarter.
El 5 de noviembre de 2019, KJ-52 anunció que se retiraría de la música después del lanzamiento de su próximo álbum.

## La controversia con Eminem y "Dear Slim"
KJ-52 era a menudo comparado con Eminem, cuando muchos le llamaron "un homónimo, pero cristiano". Una de las reacciones principales más notables de la escena cristiana del hip hop fue con KJ-52 y su sencillo "Dear Slim", que fue escrito a Eminem en un intento de comunicarse con él con el mensaje del evangelio. La canción se hizo famosa y controvertida entre los fanáticos de Eminem cuando apareció en el exitoso programa Total Request Live. KJ-52 comenzó a recibir correos de odio (incluidas amenazas de muerte) de los fanáticos de Eminem, aunque KJ-52 afirmó que la canción no era irrespetuosa. El artista lo abordó en una canción de seguimiento titulada "Dear Slim Pt. 2".
KJ confiesa que posiblemente en el tema "Be Careful What You Wish For" en 2009, Eminem confirma haber oído dicha canción, debido a una línea que expresa que "ha leído la carta de una persona que ora por él".

## Discografía
| Álbum                                                                                               | Año                   | Sello discográfico |
| --------------------------------------------------------------------------------------------------- | --------------------- | ------------------ |
| Insightful Comprehensions (con Sons of Intellect)                                                   | 1997                  | Omega              |
| 7th Avenue                                                                                          | 2000                  | Essential Records  |
| Collaborations                                                                                      | 2002                  | Uprok Records      |
| It's Pronounced Five Two                                                                            | 2003                  | Uprok Records      |
| 7th Avenue re-release (Se agregaron 5 nuevas pistas, 2 canciones y se omitieron todos los sketches) | 2004                  | Essential Records  |
| Behind the Musik (A Boy Named Jonah)                                                                | 2005                  | BEC                |
| The Yearbook                                                                                        | 2007                  | BEC                |
| Five-Two Television                                                                                 | 2009                  | BEC                |
| Dangerous                                                                                           | Abril 2012            | BEC                |
| Mental                                                                                              | 21 de octubre de 2014 | 52 Records         |
| Jonah                                                                                               | 20 de enero de 2017   | 52 Records         |
| Jonah Part 2                                                                                        | 15 de febrero de 2018 | 52 Records         |
| What Happened Was...(junto a Poetics)                                                               | 17 de mayo de 2019    | 52 Records         |

### Proyectos paralelos y otros lanzamientos
- El álbum homónimo de Peace of Mind (2003, BEC)
- Soul Purpose junto a T.C. (Todd Collins) (2004, BEC)
- KJ-52 Remixed (2006, BEC)
- The Office Prequel Mixtape (2009)
- Rapero invitado en "Jesus Freak" para el álbum de Newsboys, "Born Again".